# Idiops barkudensis
Idiops barkudensis là một loài nhện trong họ Idiopidae.
Loài này thuộc chi Idiops. Idiops barkudensis được Frederick Henry Gravely miêu tả năm 1921.